# Rue Saint-Martin (Paris)
Pour les articles homonymes, voir Rue Saint-Martin.
La rue Saint-Martin est une voie située dans les 3e et 4e arrondissements de Paris.

## Situation et accès
Actuellement, la rue d'une longueur de 1 420 mètres fait partie du 3e arrondissement, quartier des Arts-et-Métiers et quartier Sainte-Avoye et du 4e arrondissement, quartier Saint-Merri. La rue débute aux 8-12, quai de Gesvres et se termine au 1, boulevard Saint-Denis et au 55, boulevard Saint-Martin. La rue Saint-Martin est prolongée vers le nord, au-delà de la porte Saint-Martin, par la rue du Faubourg-Saint-Martin. Elle est desservie par la ligne 4 du métro aux stations de métro Châtelet, Les Halles, Étienne Marcel, Réaumur - Sébastopol et Strasbourg - Saint-Denis.

## Origine du nom
Elle tient son nom de l'ancien prieuré Saint-Martin-des-Champs, aujourd'hui affecté au Conservatoire national des arts et métiers (CNAM), auquel elle conduit.

## Historique

### Époque romaine et haut Moyen Âge
Initialement cette rue, qui était un chemin, était la prolongation de la via Superior. Situé sur la rive droite de la Seine, ce cardo maximus était une chaussée surélevée qui traversait des marais inondables et qui conduisait de Lutèce à Louvres et Senlis. Cette voie romaine était indépendante de celle qui menait de Lutèce à Rouen.

### Moyen Âge
Vers 1147, la rue Saint-Martin, qui commençait à la Seine, était presque entièrement bâtie jusqu'à la rue Neuve-Saint-Merri où se trouvait une porte de ville, l'archet Saint-Merri, qui faisait partie de la deuxième enceinte de Paris, construite sans doute à la suite du grand siège de 885 par les Vikings.

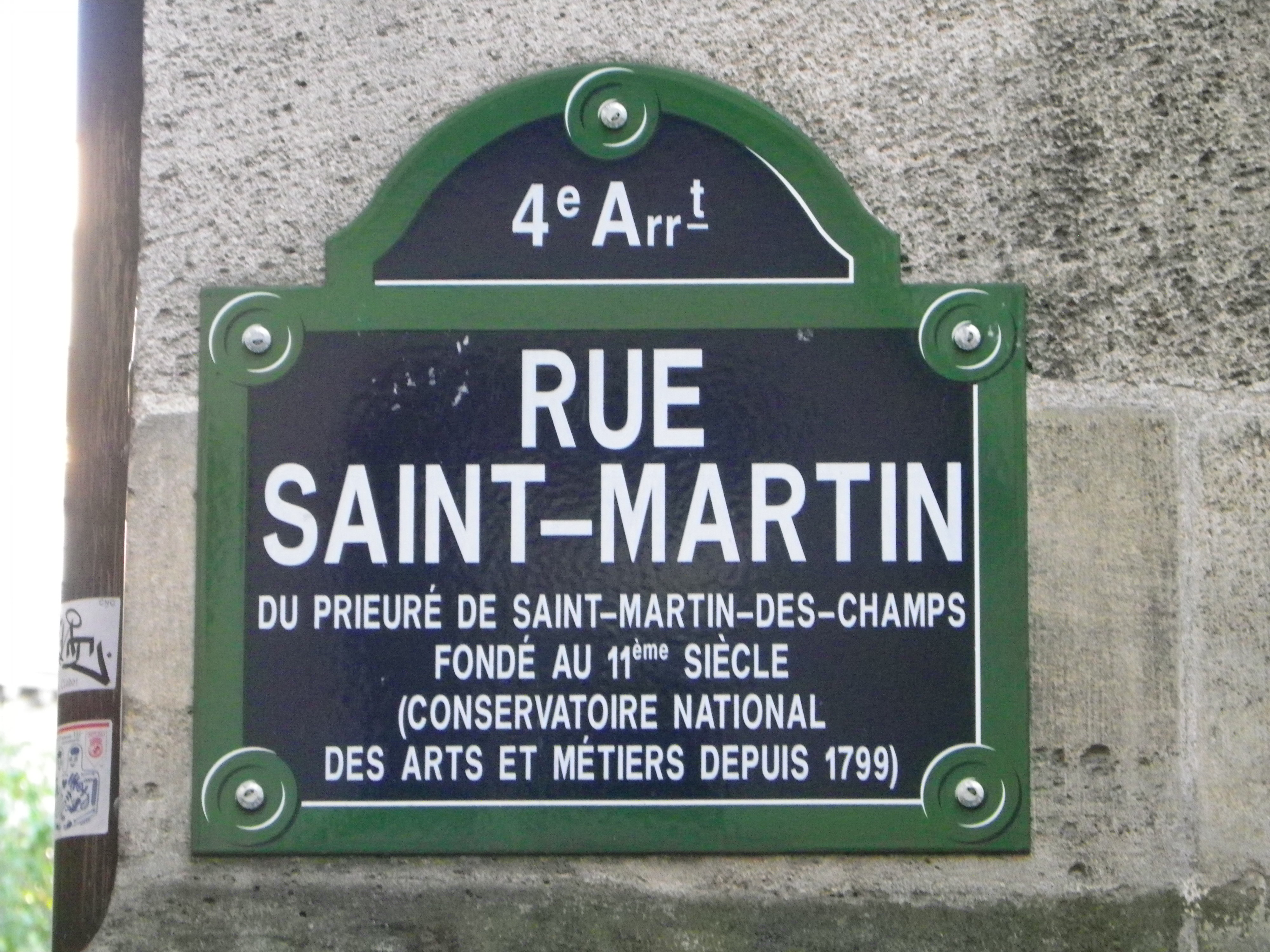
Plaque de rue de la rue Saint-Martin à Paris.
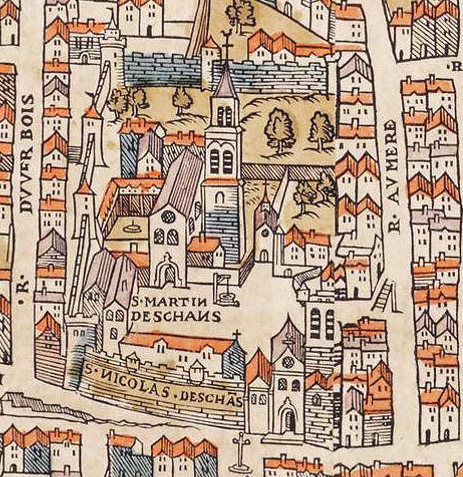
Saint-Martin-des-Champs et son enclos sur le plan de Truschet et Hoyau (vers 1550).

La construction des Halles sous Philippe Auguste avait attiré une grande partie de la population parisienne sur la rive droite de la Seine, et la rue Saint-Martin, voisine de cet immense bazar, en recueillit aussitôt de précieux avantages. Vers l'année 1200, elle était presque complètement bordée de constructions jusqu'à la rue du Grenier-Saint-Lazare où se trouvait une porte de la troisième enceinte de Paris commencée en 1188, par ordre de Philippe Auguste. Cette porte fut rebaptisée plus tard « Faulce porte », pour ne pas la confondre avec la nouvelle porte Saint-Martin de l'enceinte de Charles V.
En 1231, elle est appelée « rue Saint-Martin-des-Champs » et est citée dans Le Dit des rues de Paris, de Guillot de Paris, sous le nom de « rue Saint-Martin ». Lucien Lambeau relève, dans deux rôles de taille de 1292 et 1313, l’appellation « La ruèle des planches de  Mibray », entre les actuels rue de Rivoli et quai de Gesvres.
Au XIVe siècle, plusieurs maisons de cette rue appartenaient au chapitre de Notre-Dame de Paris.
Cette rue devint au Moyen Âge l'axe majeur nord-sud de Paris jusqu'au déplacement du Grand-Pont, rue Saint-Denis.
En 1418, la rue Saint-Martin se prolongeait jusqu'à la rue Neuve-Saint-Denis. Ce fut enfin sous le règne de Louis XIII qu'elle atteignit l'emplacement qui lui sert encore aujourd'hui de limite.
Comme la rue Saint-Denis, la rue Saint-Martin était également bordée de nombreux centres religieux. Certains ont été totalement détruits comme l'église Saint-Julien-des-Ménétriers ou partiellement comme le prieuré Saint-Martin-des-Champs, mais la plupart existent toujours, comme Saint-Merri et Saint-Nicolas-des-Champs. Elle était aussi longue qu'aujourd'hui, limitée au sud par la Seine, et au nord par l'enceinte de Charles V.

### Ancien Régime
En 1535, François Ier rasa les portes de l'enceinte de Philippe Auguste de la rive droite. C'est d'ailleurs à cette époque qu'apparurent des maisons à enseigne.  Selon l’écrivain et libraire Gilles Corrozet, on doit à l'humaniste Guillaume Budé l'idée de tracer des voies rectilignes, à l’image des nouvelles rues italiennes. Un avis de la municipalité déclare : « La dicte Grande rue Saint-Martin qui est l’une des principales de la Ville estant en sa longueur, on verrait depuis Saint-Séverin jusques aux murailles et boulevards de la dicte Ville, ce qui serait fort triomphant et honorable en ladicte ville ». Au milieu du XVIIe siècle, Paris étant déclarée ville ouverte, la porte médiévale fut remplacée par la porte baroque, que l'on peut admirer encore aujourd'hui. C'est d'ailleurs durant cette période que la rue fut rénovée.
Pendant les guerres de religion, en 1590, durant le siège de Paris, la rue est bombardée par l'artillerie du roi de France Henri IV.
Elle est citée sous le nom de « Grand rue Saint Martin » dans un manuscrit de 1636.

### Après la Révolution
Pendant la Révolution française, certains centres religieux sont détruits, et le prieuré Saint-Martin est converti en Conservatoire national des arts et métiers.
En 1817, la rue Saint-Martin, d'une longueur de 1 160 mètres, commençait au 2, rue des Lombards et au 78, rue de la Verrerie et finissait au 1, boulevard Saint-Denis et au 61, boulevard Saint-Martin.
Les numéros de la rue étaient noirs. Le dernier numéro impair était le no 317 et le dernier numéro pair était le no 262.
- Les numéros impairs du no 1 au no 135 étaient dans l'ancien 6e arrondissement, quartier des Lombards[6].
- Les numéros impairs, du no 137 au no 317, étaient dans l'ancien 6e arrondissement, quartier de la Porte-Saint-Denis[7].
- Les numéros pairs du no 2 au no 160 étaient dans l'ancien 7e arrondissement, quartier Sainte-Avoye[8].
- Les numéros pairs du no 162 au no 262 étaient dans l'ancien 6e arrondissement, quartier Saint-Martin-des-Champs[9].

Une décision ministérielle du 28 messidor an V (16 juillet 1797) signée Bénézech fixe la moindre largeur de cette voie publique à 12 mètres. Cette largeur est portée à 14 mètres, en vertu d'une ordonnance royale du 6 mai 1836.
Lors de la journée du 13 juin 1849, des artilleurs ayant rejoint les insurgés mettent la crosse en l'air pour inciter la troupe de répression à les rejoindre.
Par décret ministériel en date du 18 février 1851, lors des transformations de Paris sous le Second Empire, la rue naît de la fusion de trois rues :
- la rue de la Planche-Mibray, entre le quai de Gesvres et la rue Saint-Jacques-la-Boucherie ;
- la rue des Arcis, entre la rue Saint-Jacques-la-Boucherie et la rue de la Verrerie ;
- la rue Saint-Martin, au nord de la rue de la Verrerie qui, au fil des siècles, s'est étendue de plus en plus vers le nord jusqu'à atteindre le boulevard Saint-Martin.

En 1851, le préfet Georges Haussmann planifia l'élargissement de la rue, de 7,20 m à 22 m sur toute la rue, et 100 m devant Saint-Nicolas-des-Champs, laquelle ne fut finalement élargie qu'à 37 m. Mais son projet ne fut jamais achevé, et réalisé seulement au sud de la rue des Lombards et de la rue de la Verrerie et entre la rue de Turbigo et la rue Notre-Dame-de-Nazareth, perdant ainsi son statut d’axe majeur nord-sud de Paris, au profit du boulevard Sébastopol, ouvert en 1853, et de l'élargissement des rues du Renard et Beaubourg, en 1907 et 1910. C'est pour cela qu'aujourd'hui la rue Saint-Martin parait étroite. Les seules démolitions ayant eu lieu au XXe siècle datent de 1934, entre la rue Saint-Merri et la rue Rambuteau, pour la création du plateau Beaubourg, devenu en 1976 le centre Georges-Pompidou. Néanmoins, d'autres démolitions dans le quartier sont intervenues pour la construction du quartier de l'Horloge, mais elles n'ont pratiquement pas touché la rue. Une plaque au no 160 indique que les maisons bordant la rue saint-Martin ont été épargnées pour « conserver le caractère historique de cette rue », qui a été pendant si longtemps l'une des plus importantes de Paris.
Le 11 octobre 1914, durant la Première Guerre mondiale, le no 123 rue Saint-Martin est bombardé par un raid effectué par des avions allemands.

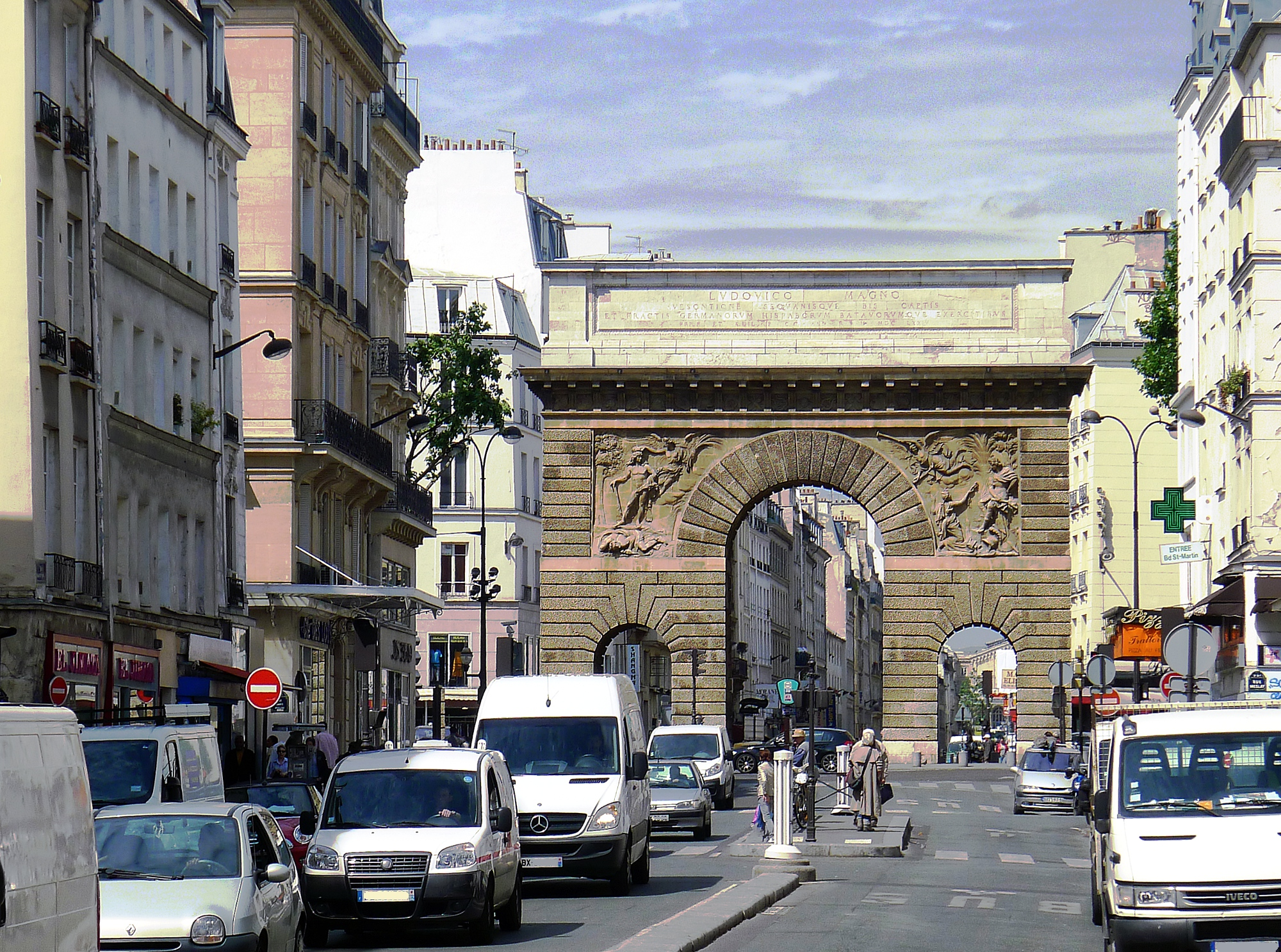
Rue Saint-Martin à son extrémité nord, à proximité de la porte Saint-Martin.

## Bâtiments remarquables et lieux de mémoire
- Tour Saint-Jacques
- Au croisement avec la rue de Rivoli est installée, sur le sol, une plaque commémorative, qui indique que 24 tilleuls parrainés par les enfants des écoles du 4e arrondissement ont été plantés en 1994.

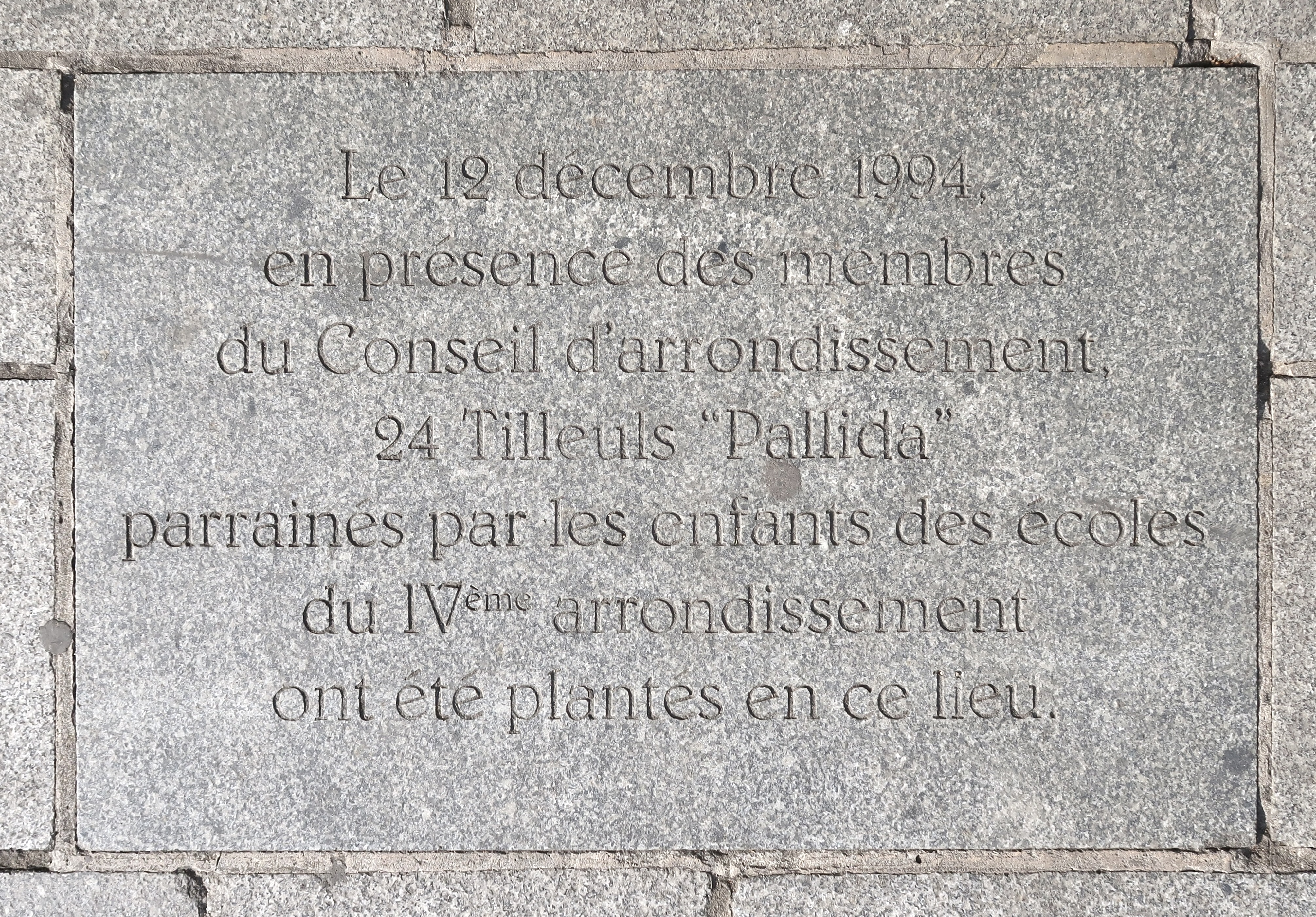
Plaque.
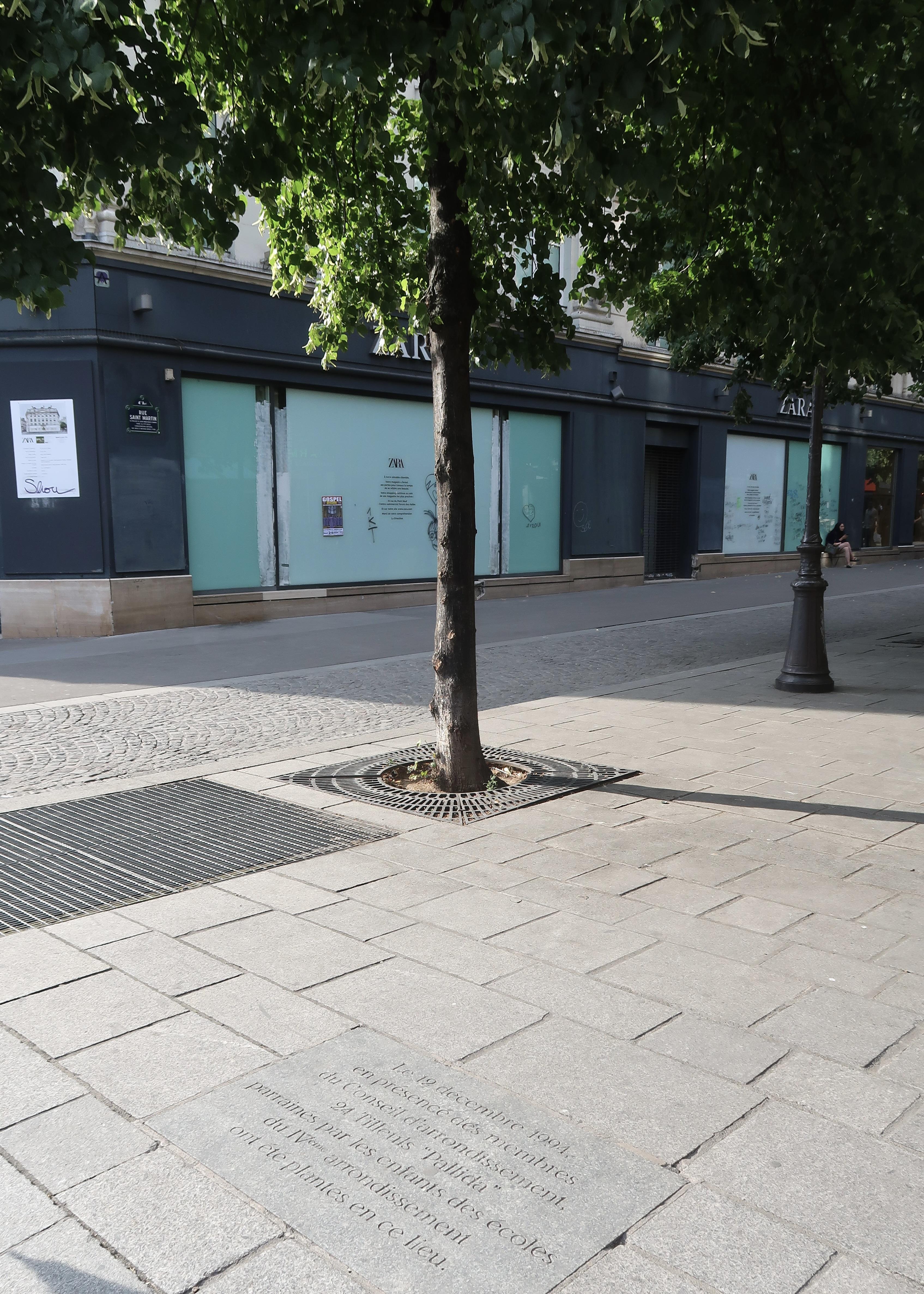
Plaque et arbre.

- No 9 : emplacement de l’un des magasins de la chaîne de librairies Mona Lisait, fermée en 2013.
- No 16 : le poète Albert Samain y vécut ; une plaque lui rend hommage.

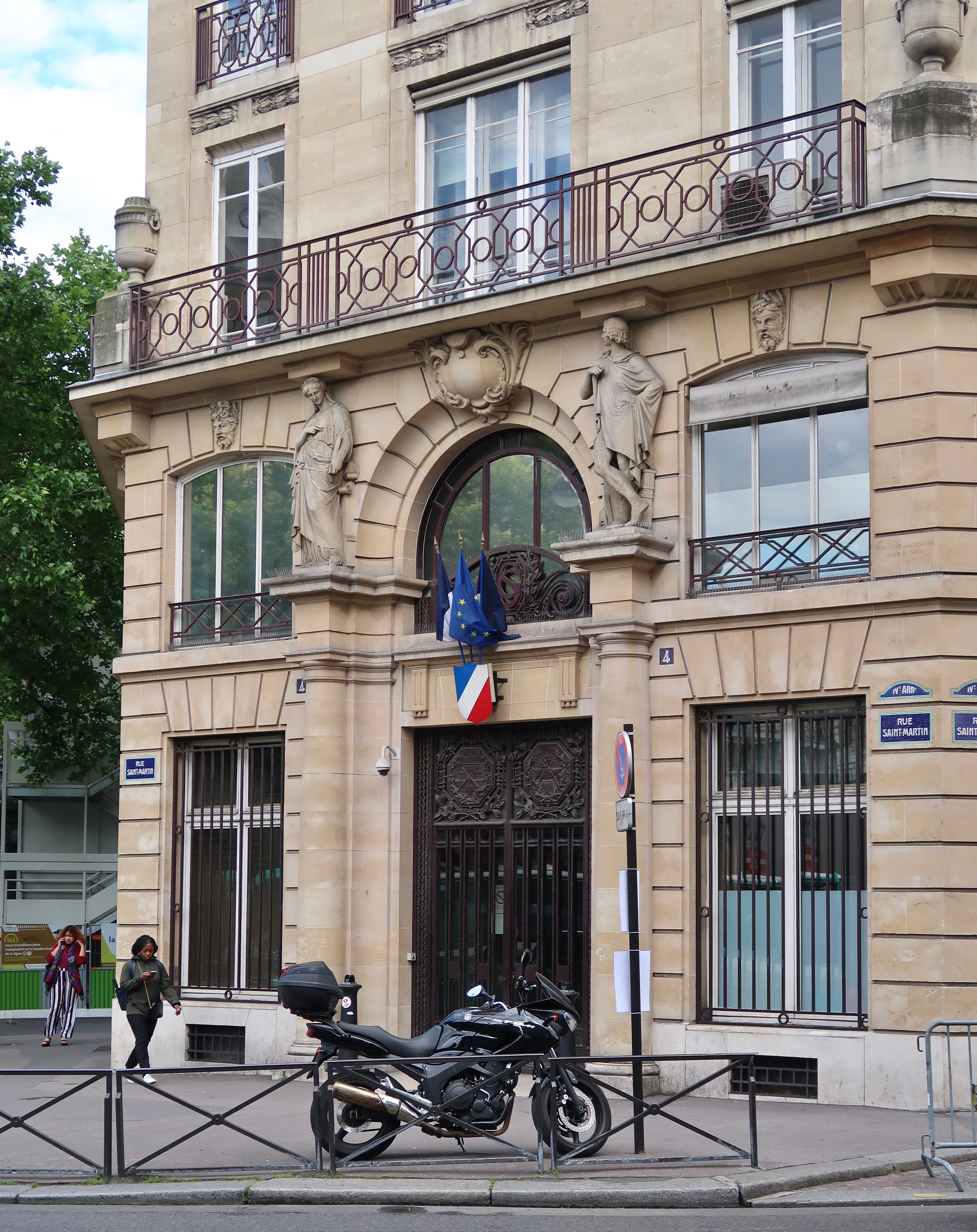
No 4.
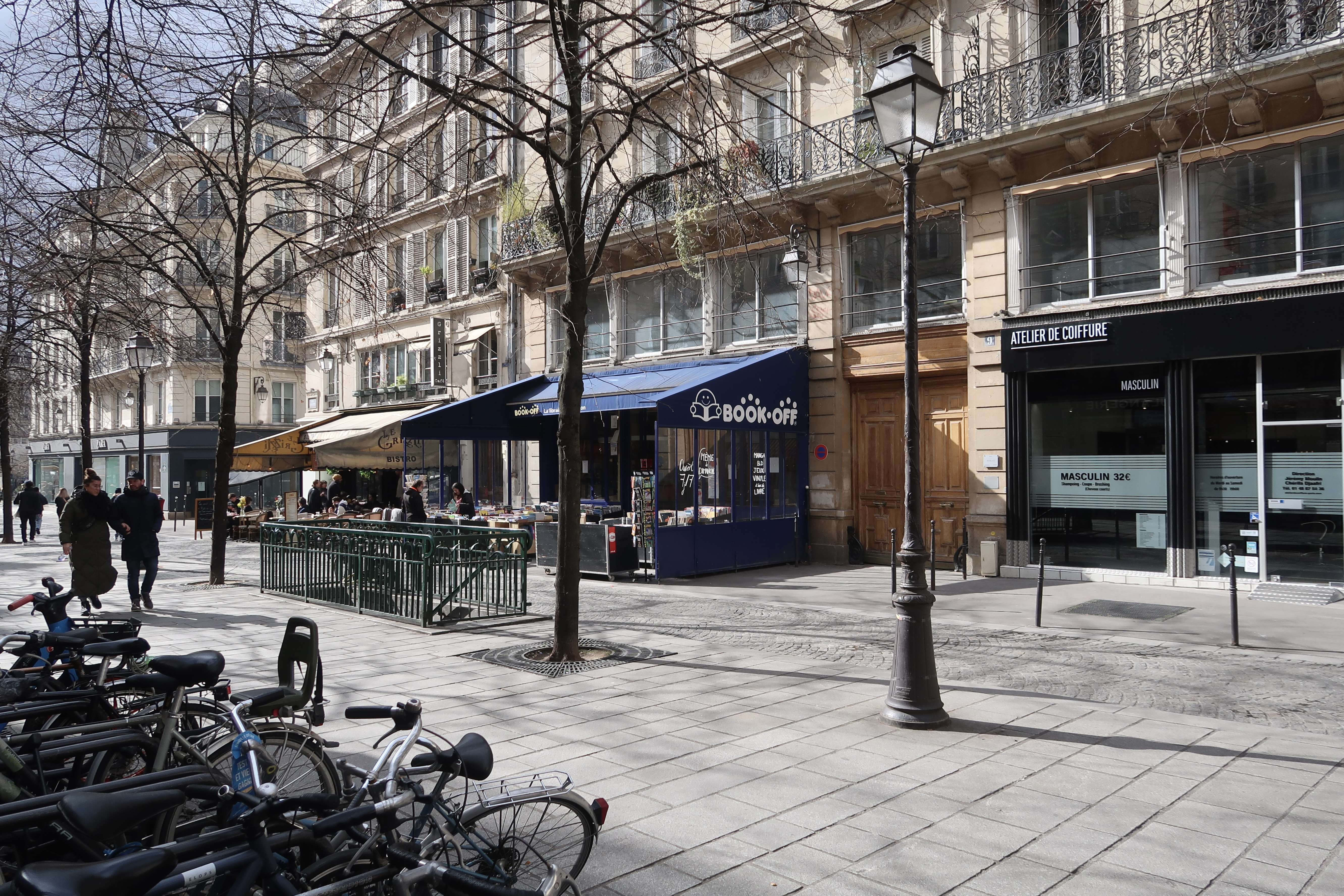
Au niveau du no 9.
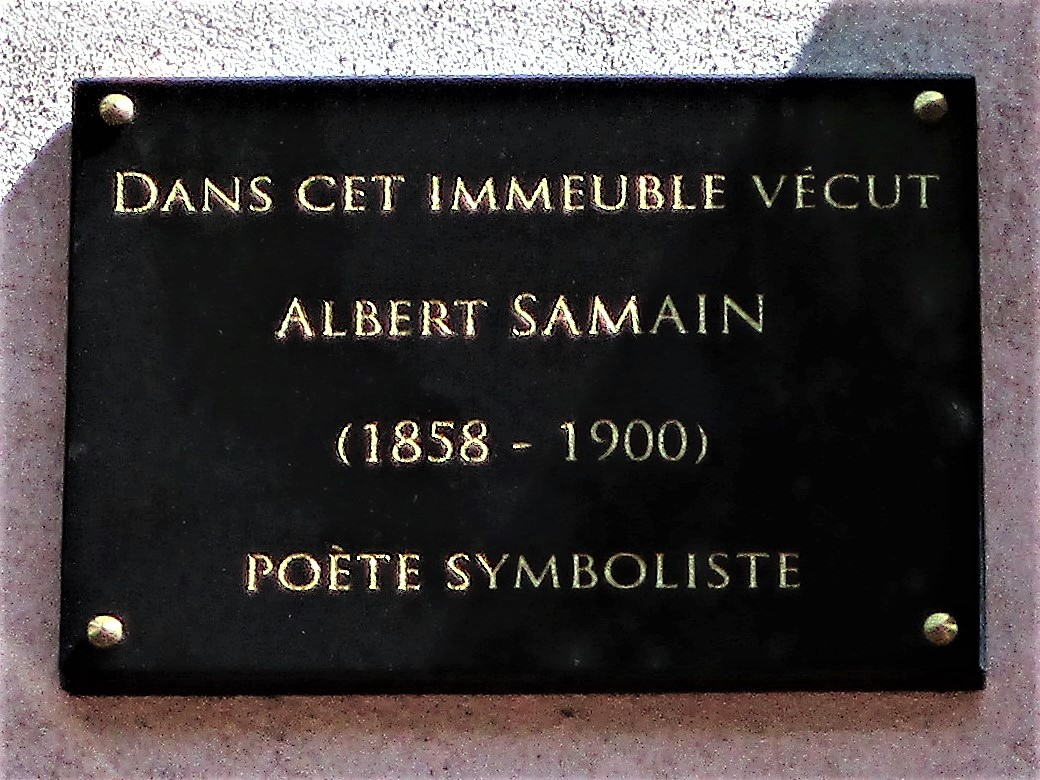
Plaque au no 16.

- No 72 : l'écrivain Gérard de Nerval y demeura avec son père de 1815 à 1834[12].
- No 78 : église Saint-Merri.

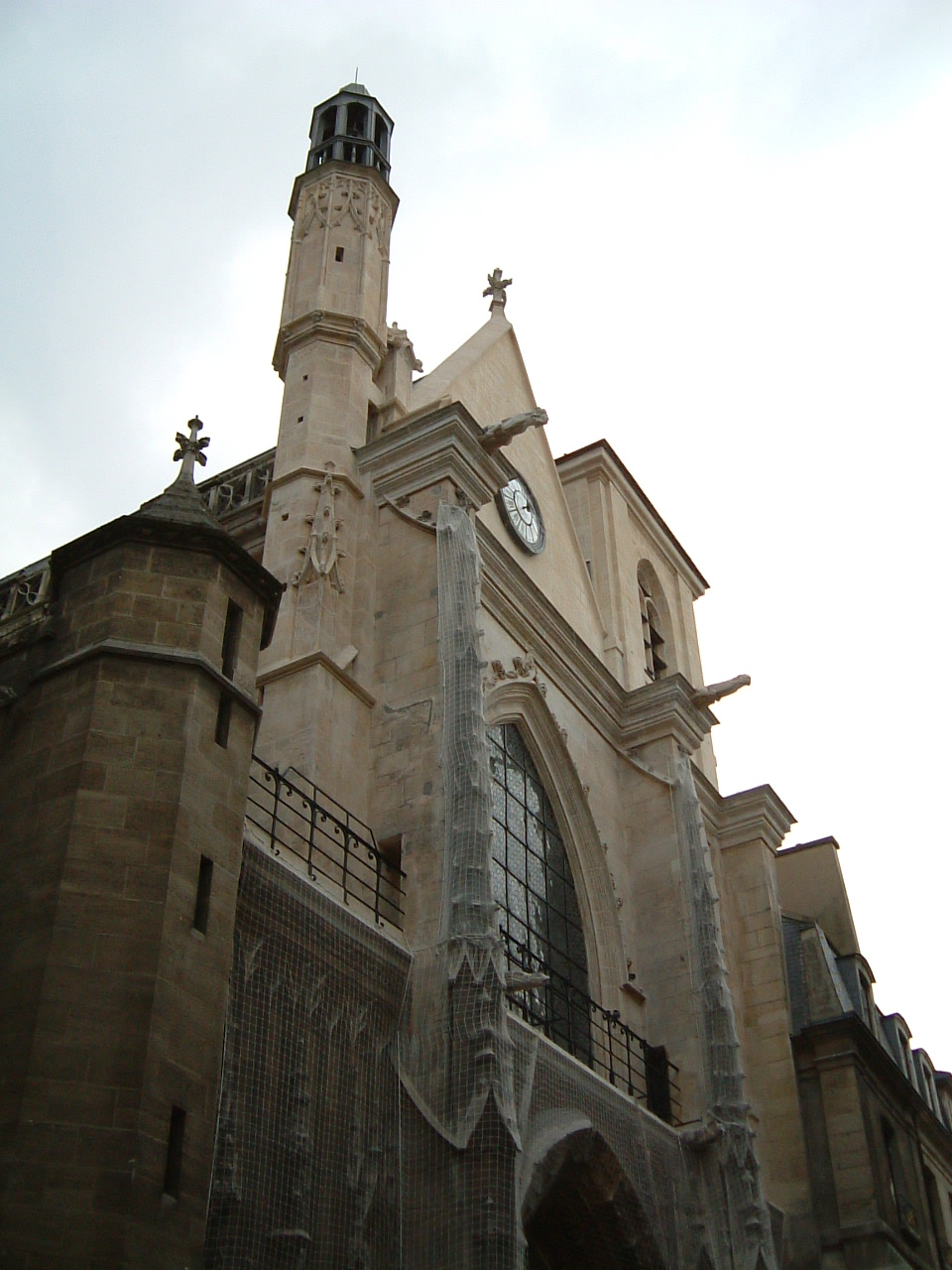
L'église Saint-Merri vue de la rue Saint-Martin.
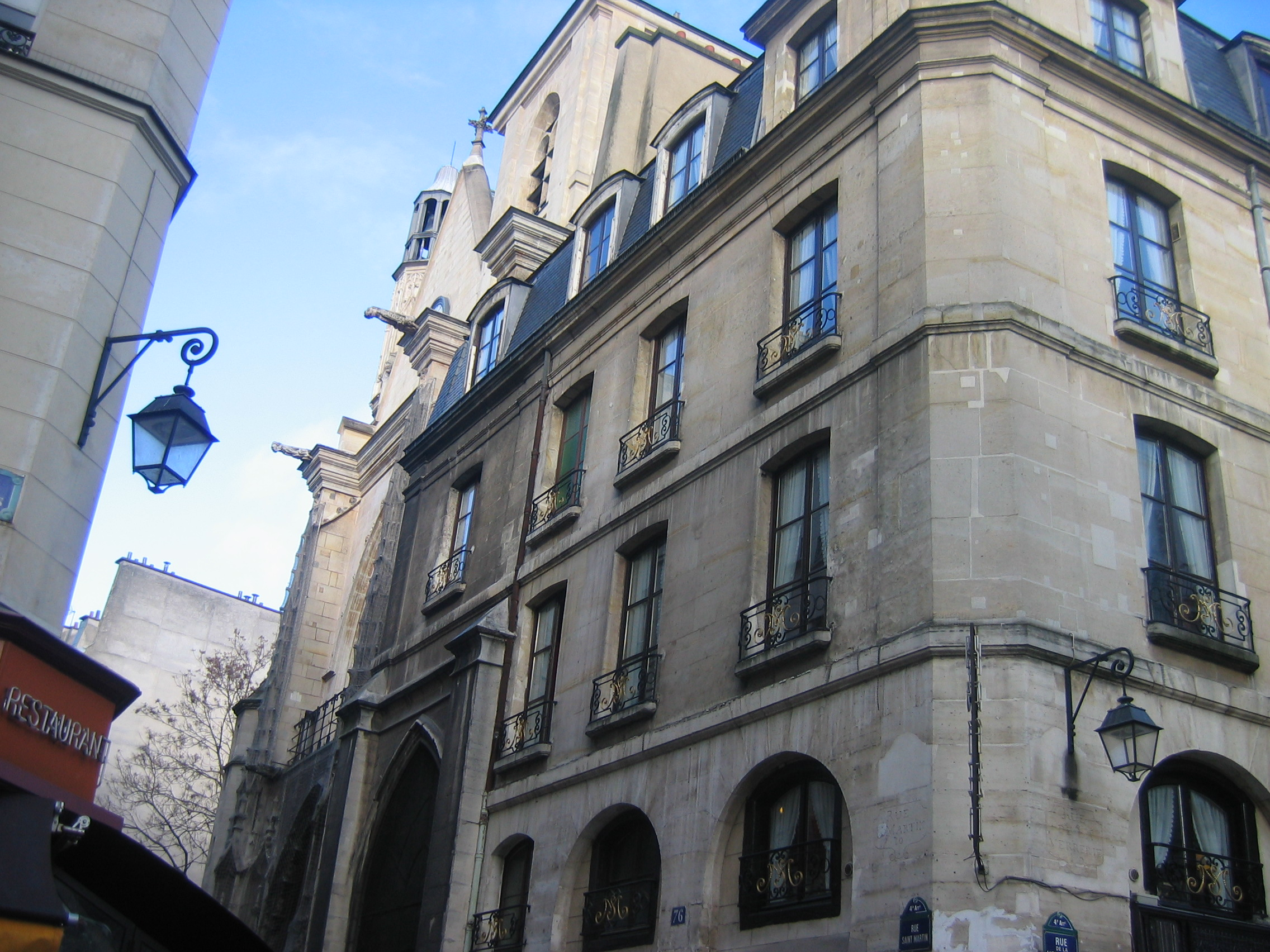
L'église Saint-Merry à l'arrière-plan.

- No 79 : impasse Saint-Fiacre.
- No 80 et rue du Cloître-Saint-Merri : emplacement de l'archet Saint-Merri, ancienne porte de la deuxième enceinte de Paris.
- Place Marguerite-Porete.
- No 89 : maison de l’Annonciation, enseigne sculptée au niveau du premier étage, représentant l’Annonciation c’est-à-dire l’annonce faite à la Vierge Marie de sa maternité divine par l’archange Gabriel. La maison abritait les religieux de l’ordre mendiant des Blancs-Manteaux[13].

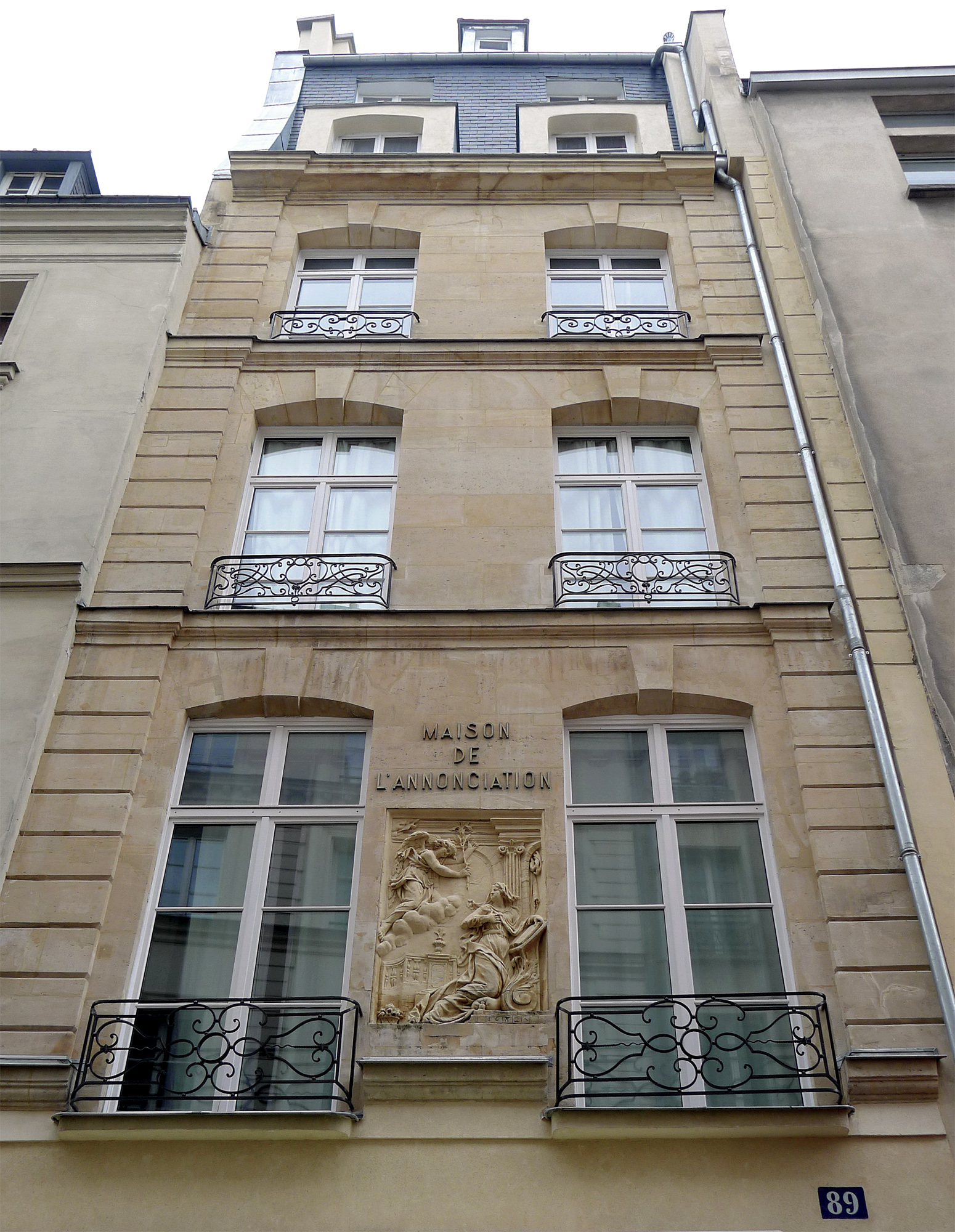
Façade de la maison de l’Annonciation, au no 89.
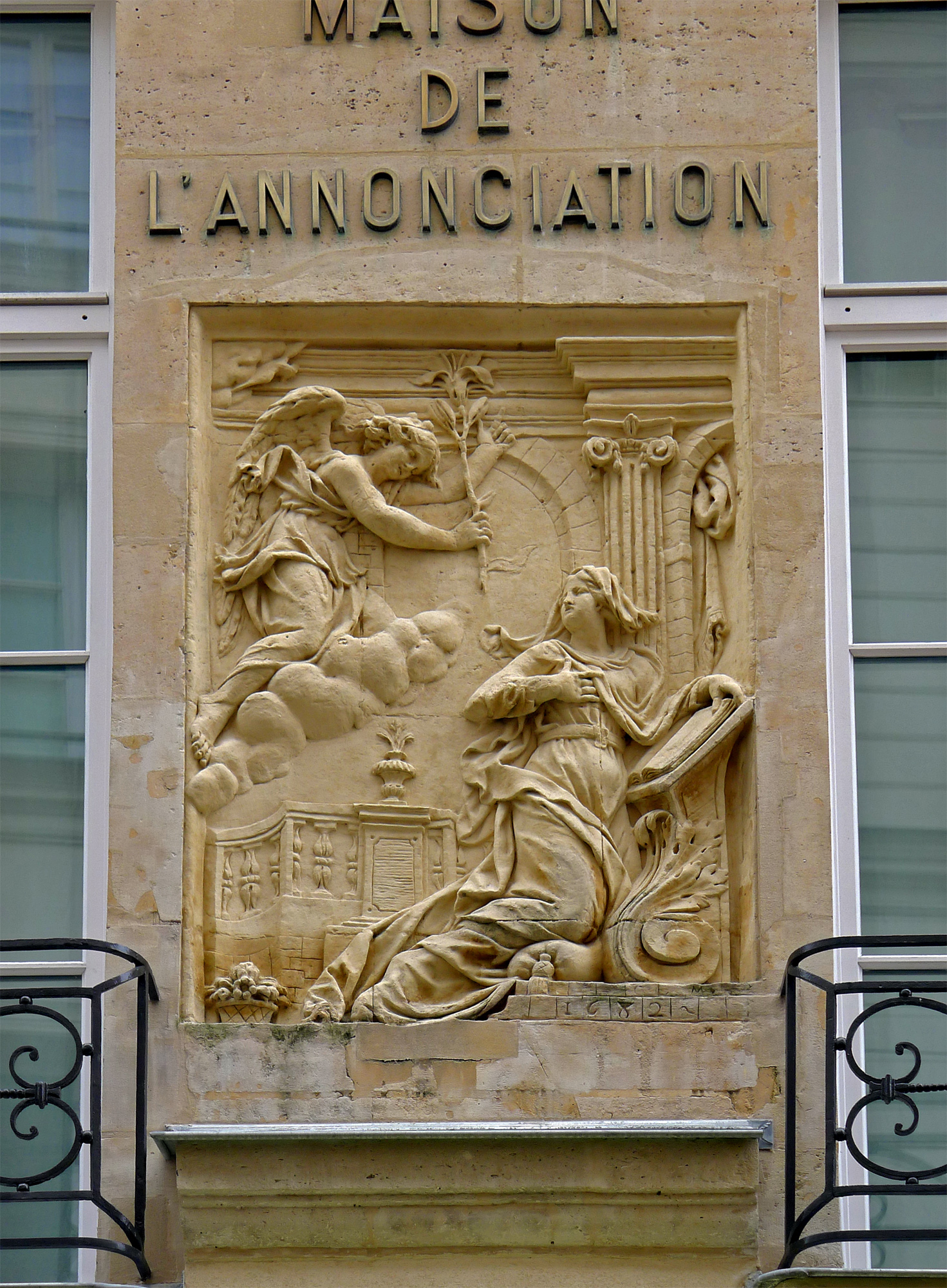
Bas-relief de la maison de l’Annonciation.

- No 89, angle des rues Aubry-le-Boucher et Saint-Martin : des combats sanglants y eurent lieu, dans la soirée du 5 juin 1832, lors de l'enterrement du général Lamarque, mort du choléra. L’artillerie de la monarchie détruira la barricade construite à ce carrefour.
- L’espace séparant le no 100 et le no 156 fait face au Centre Georges-Pompidou, cette section de la rue Saint-Martin et le Centre étant séparés par la place Georges-Pompidou.
- No 113 : le chimiste et homme politique Marcellin Berthelot (1827-1907) y a demeuré de 1851 à 1861[14].
- No 117-119 : ici se trouvait le bureau de la corporation des merciers-joaillers ; une plaque rappelle cette histoire.
- No 123 : Centre culturel de Serbie.
- Nos 127-129 : Centre Wallonie-Bruxelles.
- No 129 (angle de la rue de Venise) : fontaine Maubuée (anciennement plus au sud, à l'angle avec la rue Maubuée disparue).
- No 135 : en 1973, l’artiste Brion Gysin emménage dans cet immeuble. Depuis sa fenêtre, il réalise la série de photos The Last Museum (Le Dernier Musée), conservée au Centre Pompidou[15].
- No 156 : entrée de l’immeuble Le Piazza Beaubourg faisant partie du quartier de l’Horloge. Ce nom fait référence à la place Georges-Pompidou souvent appelée piazza Beaubourg.
- No 157 : passage Molière.
- No 160 : dans l’arcade centrale, au-dessus de la porte piétonne, un cartouche sculpté  porte le numéro du système impérial 88[16].

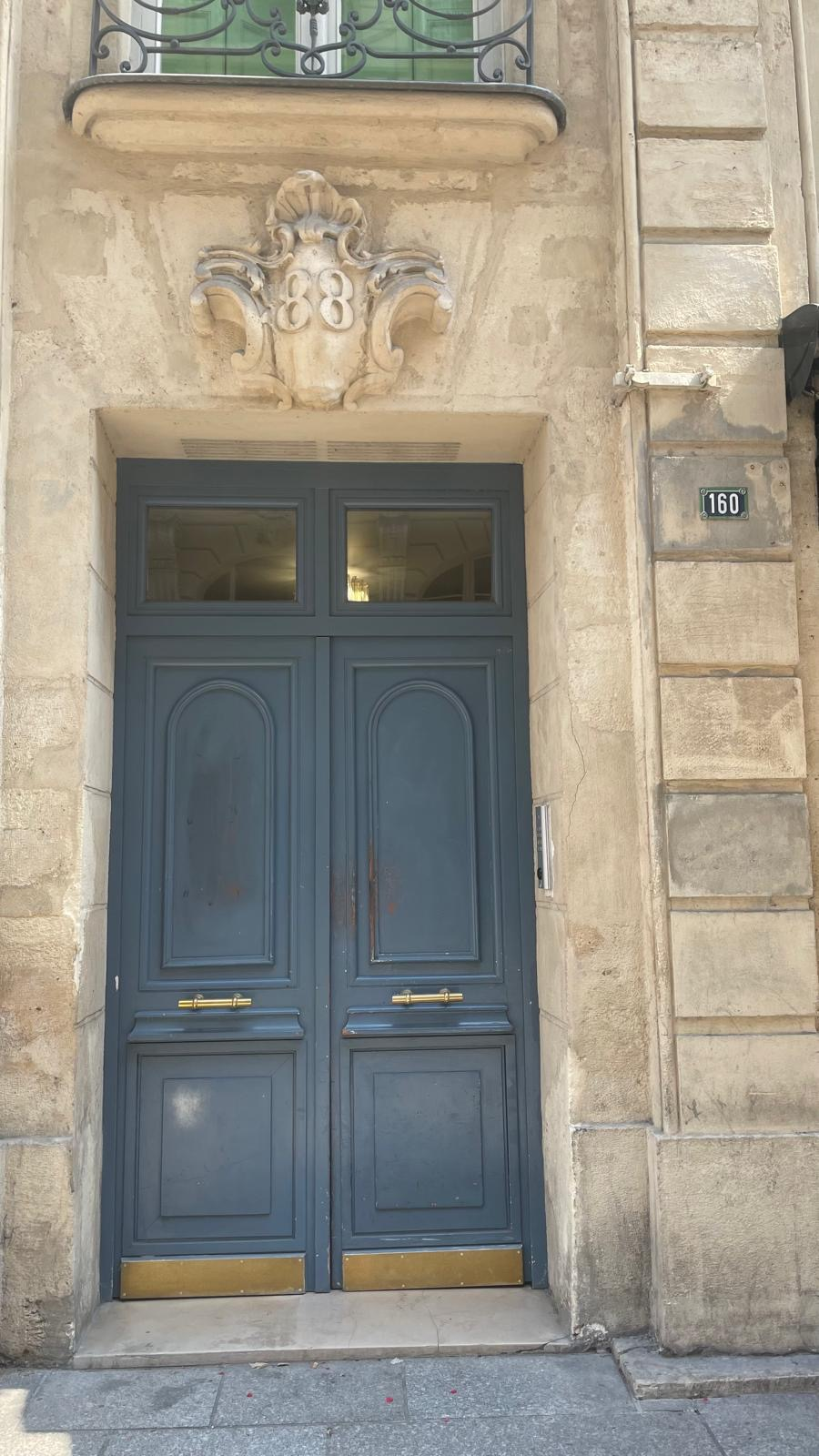
No 160 : rue Saint-Martin, ancienne numérotation du Second Empire.
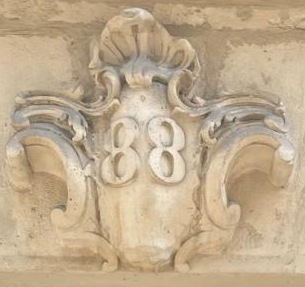
No 160 : détail.

- Nos 168-170 : emplacement de la chapelle et hôpital de Saint-Julien-des-Ménétriers. Gérard de Nerval y est né ; une plaque lui rend hommage.
- Nos 176-178 : bar La Mutinerie.
- No 199 : emplacement de l'hôtel du maréchal de Tourville.
- No 200 : emplacement de la porte Saint-Martin de l'enceinte de Philippe Auguste.
- No 201 : L'École Multimédia, établissement d'enseignement privé ; l'Institut français de journalisme (IFJ) y était aussi installée en 2009-2010.
- Nos 203-203 bis : emplacement de la maison où est mort Guillaume Budé (plaque commémorative) ; puis dit hôtel de Vic[17].

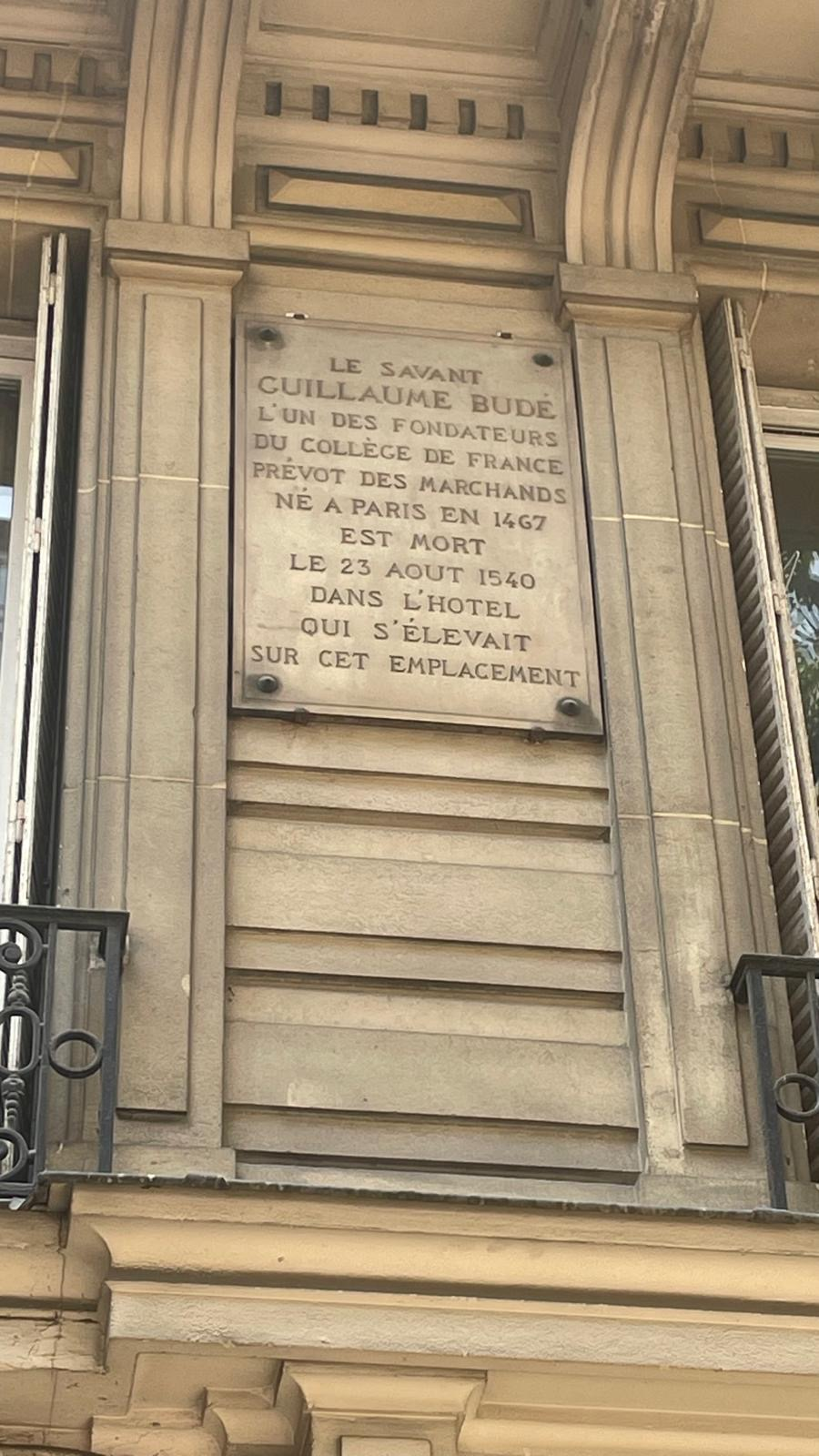
No 203 bis : plaque commémorative en hommage à Guillaume Budé.

- No 211 : école polyvalente Saint-Martin.
- No 223 : entrée du passage de l'Ancre qui conduit à la rue de Turbigo.
- No 226 : adresse de la teinturerie de Jean-Baptiste Jolly, qui inventa le nettoyage à sec après que sa servante a répandu du kérosène sur une nappe[réf. nécessaire].

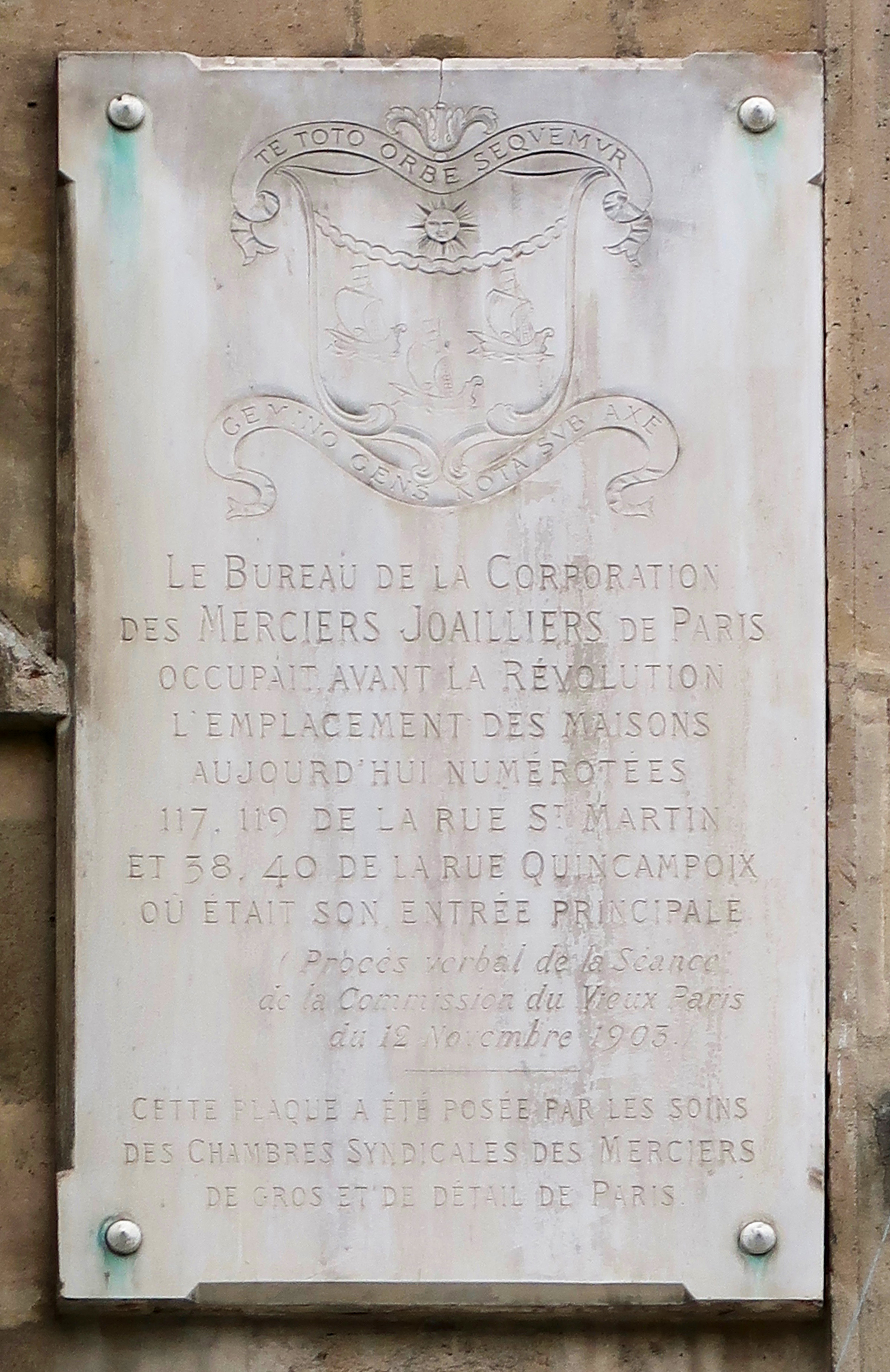
Plaque au no 119.
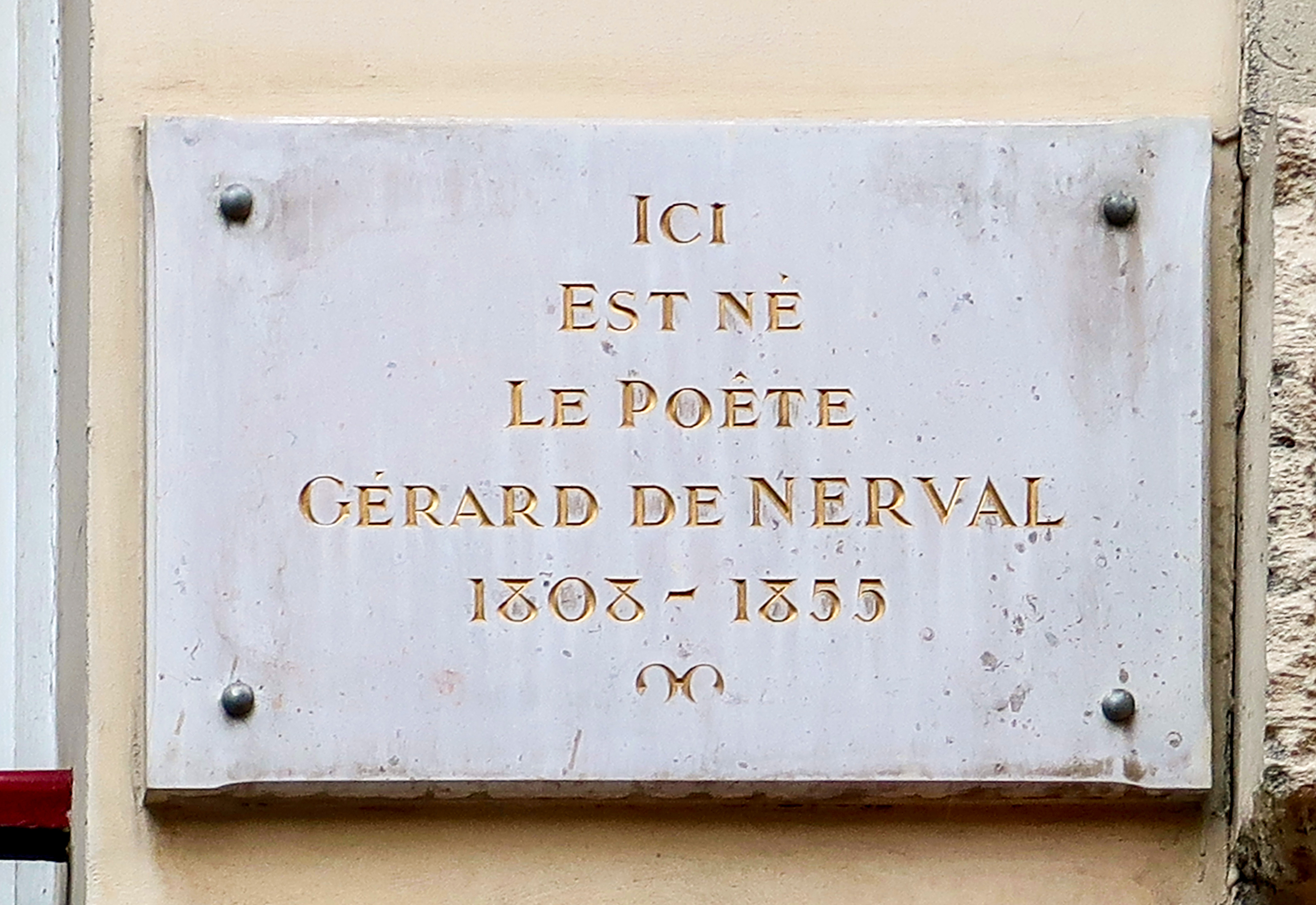
Plaque au no 168.
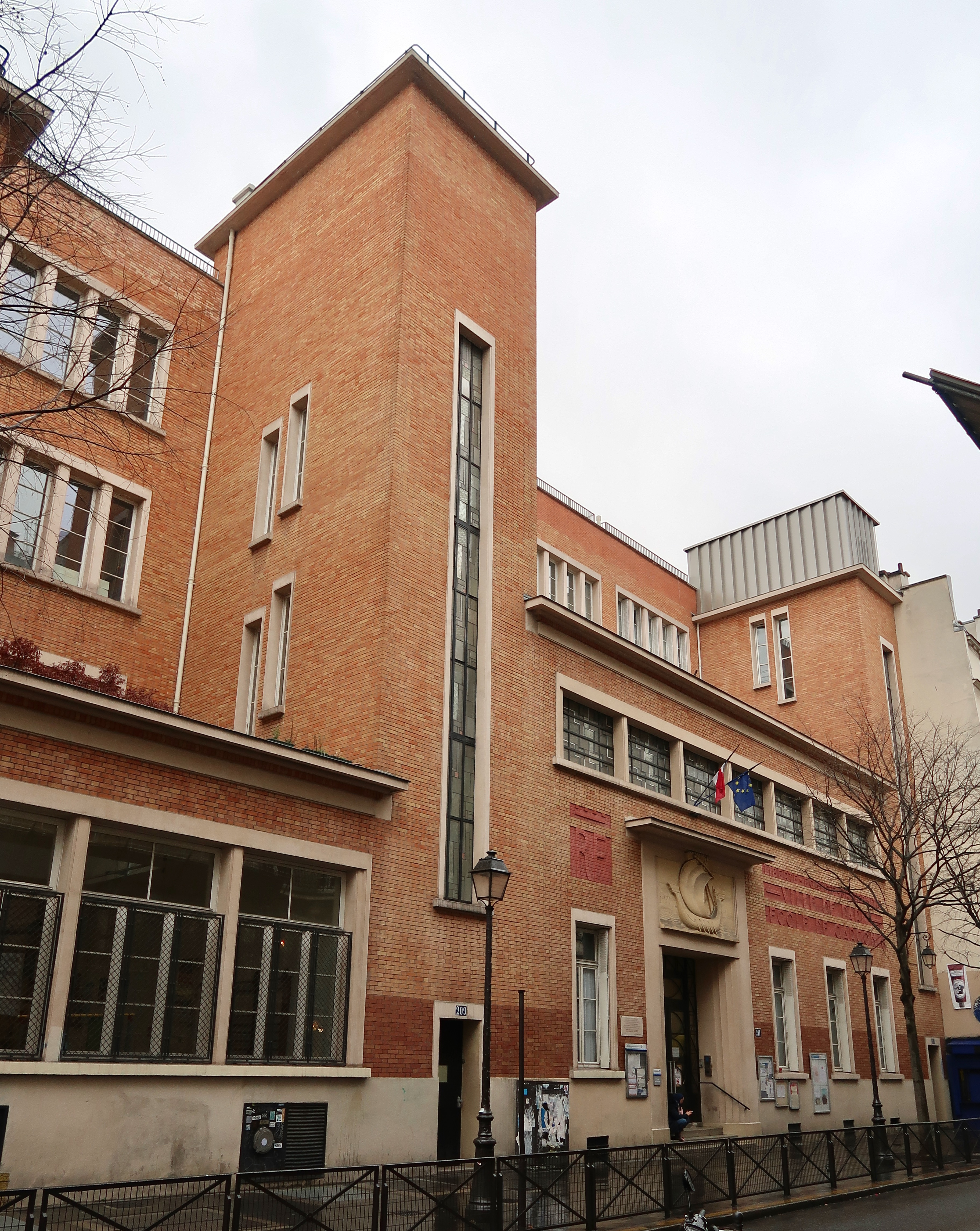
École Saint-Martin.
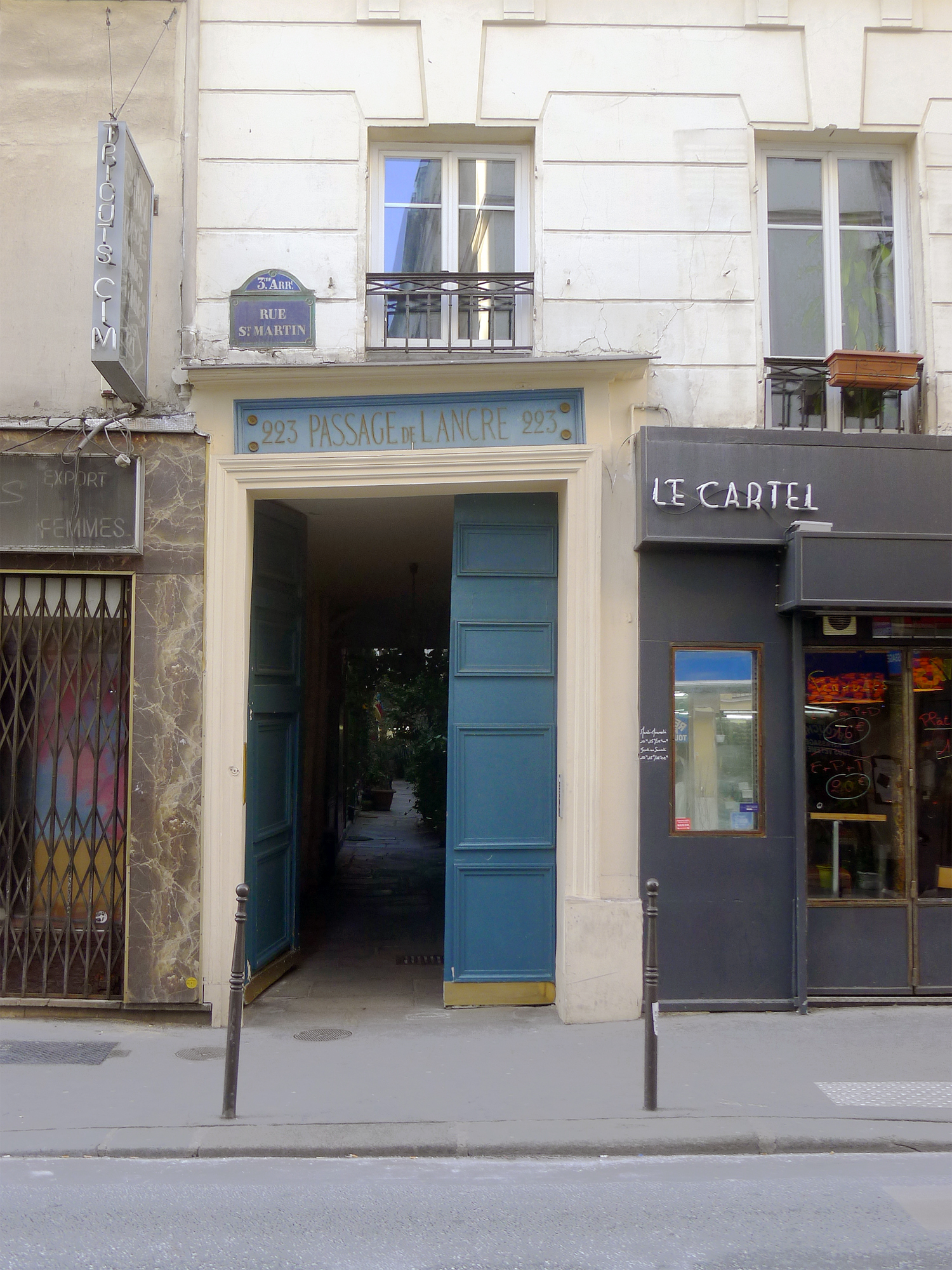
L'entrée du passage de l'Ancre.

- No 252 bis : église Saint-Nicolas-des-Champs avec un panneau Histoire de Paris qui évoque son histoire.
- Le quadrilatère compris entre les rues Saint-Martin, du Vertbois, Montgolfier et Bailly marque les limites de l'enceinte du prieuré Saint-Martin-des-Champs

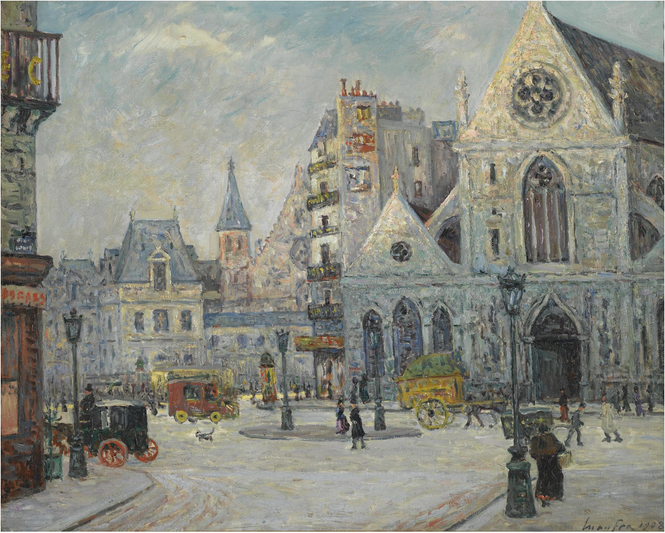
L'Église Saint Nicolas des Champs, Rue Saint-Martin à Paris Maxime Maufra, 1908. Collection privée, vente en 2009.
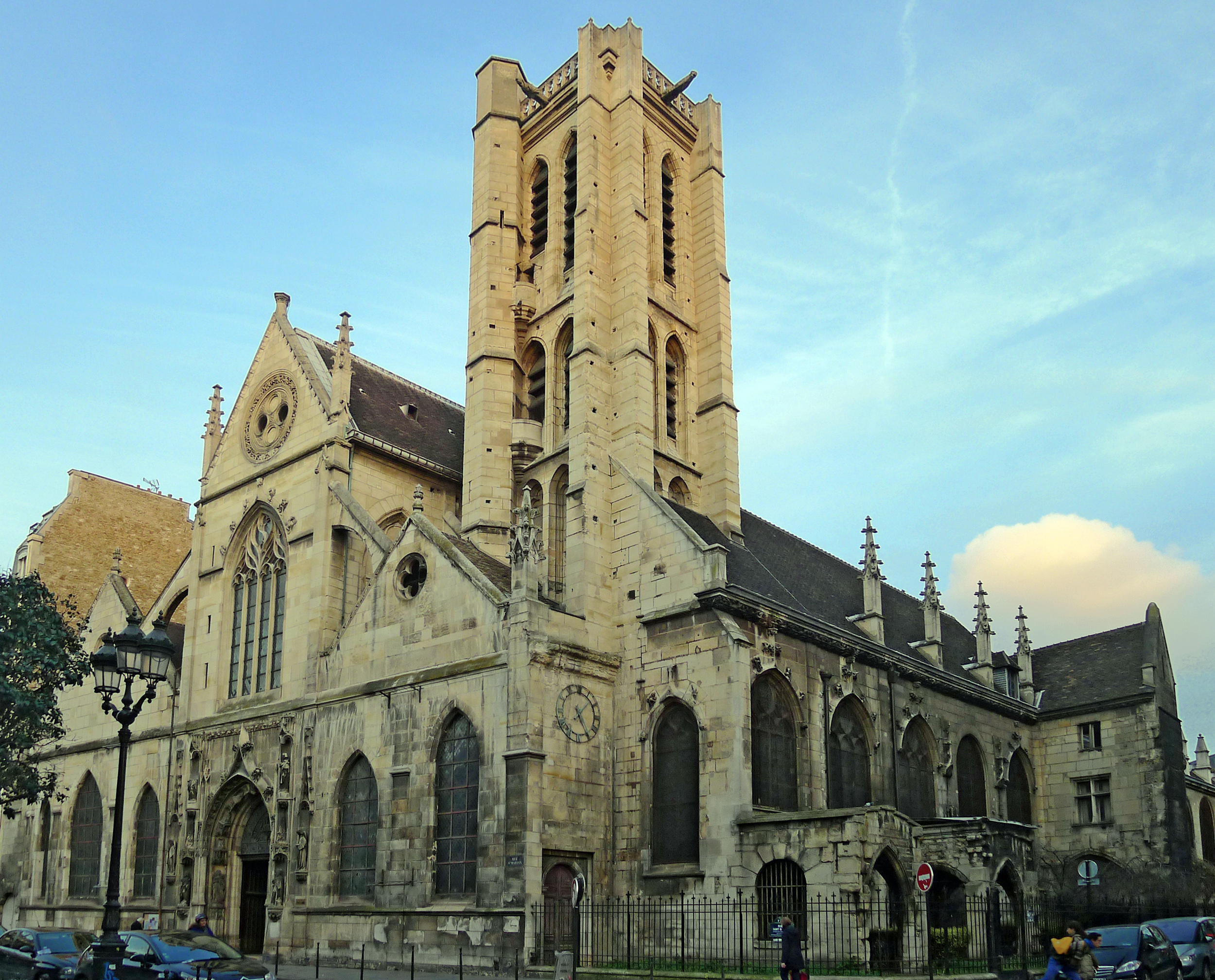
L'église Saint-Nicolas-des-Champs.
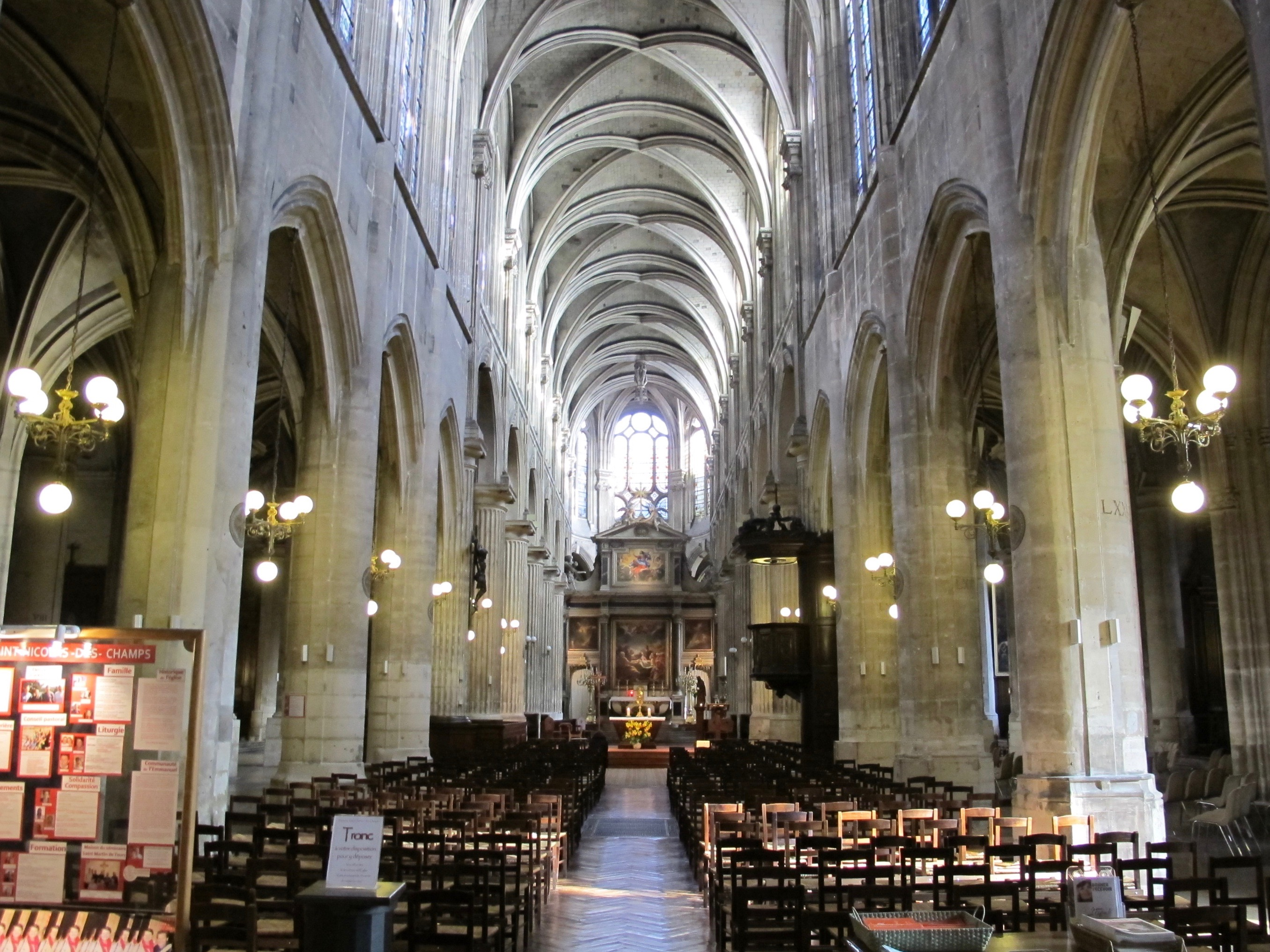
L'église Saint-Nicolas-des-Champs.

- Nos 270, 278 et 292 : Conservatoire national des arts et métiers (CNAM), ancien prieuré Saint-Martin-des-Champs.

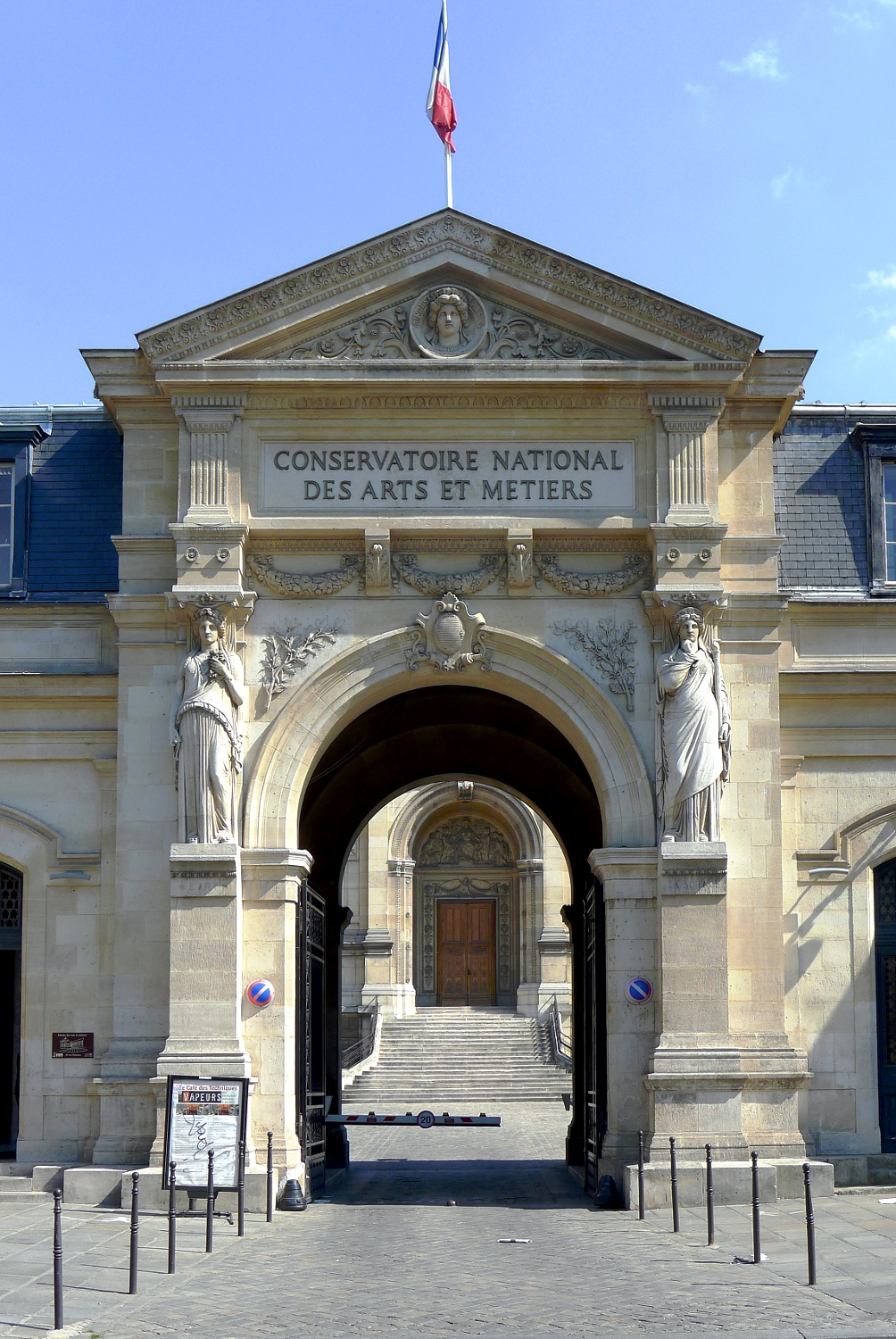
Entrée principale du Conservatoire national des arts et métiers (CNAM).
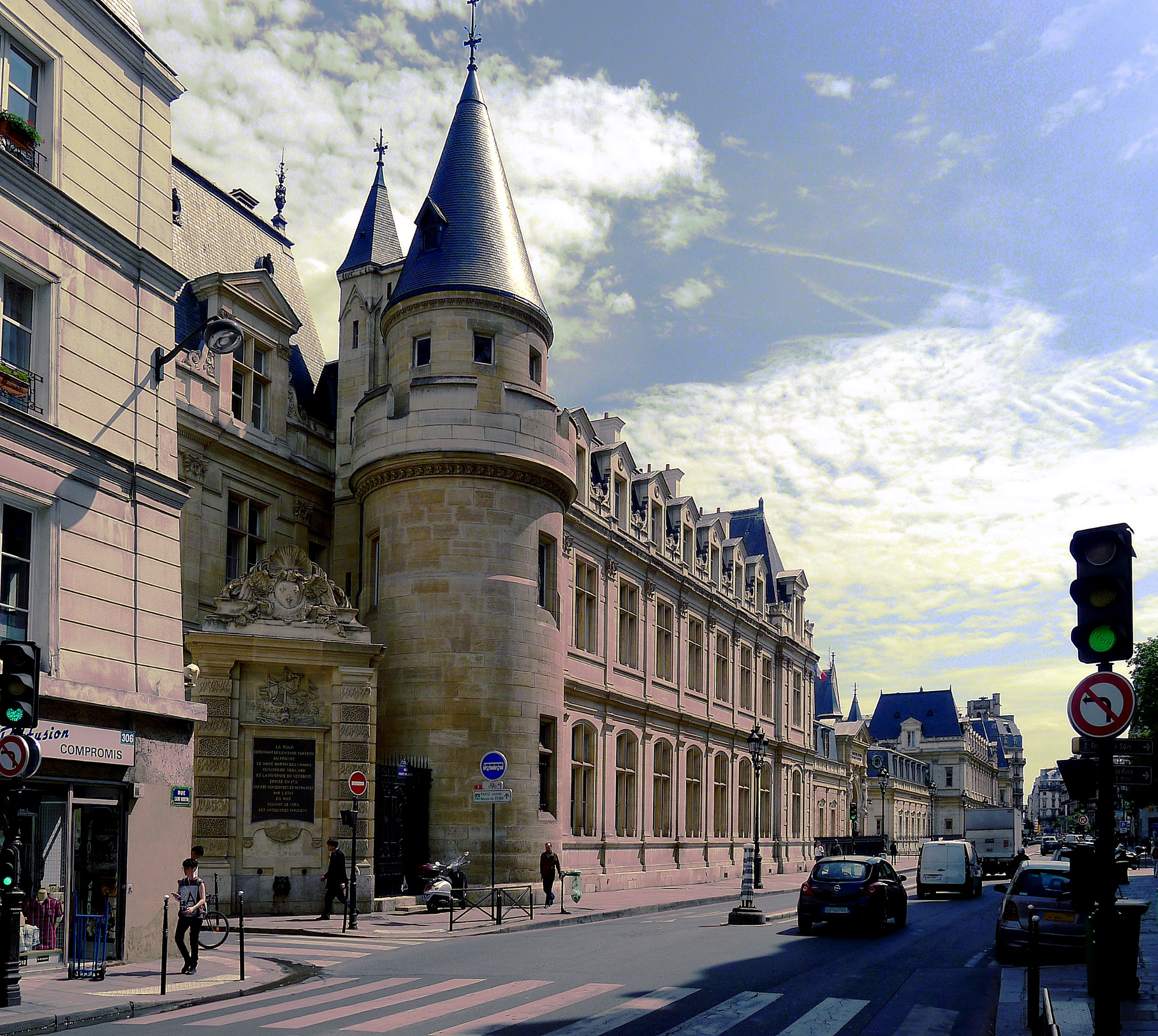
Ancien prieuré Saint-Martin-des-Champs, avec la fontaine et la tour du Vert bois.

- No 325 : palais de la Mutualité, de style Beaux-Arts, construit en 1912 par l'architecte Bernard-Gabriel Belesta, baptisé « L'Avenir du prolétariat ». Il fut ensuite, successivement, fabrique de rubans, salle de boxe, night-club, quartier général de campagne de Lionel Jospin en 2002, puis finalement Jean-Paul Gaultier s'y installe en 2004[18],[19].

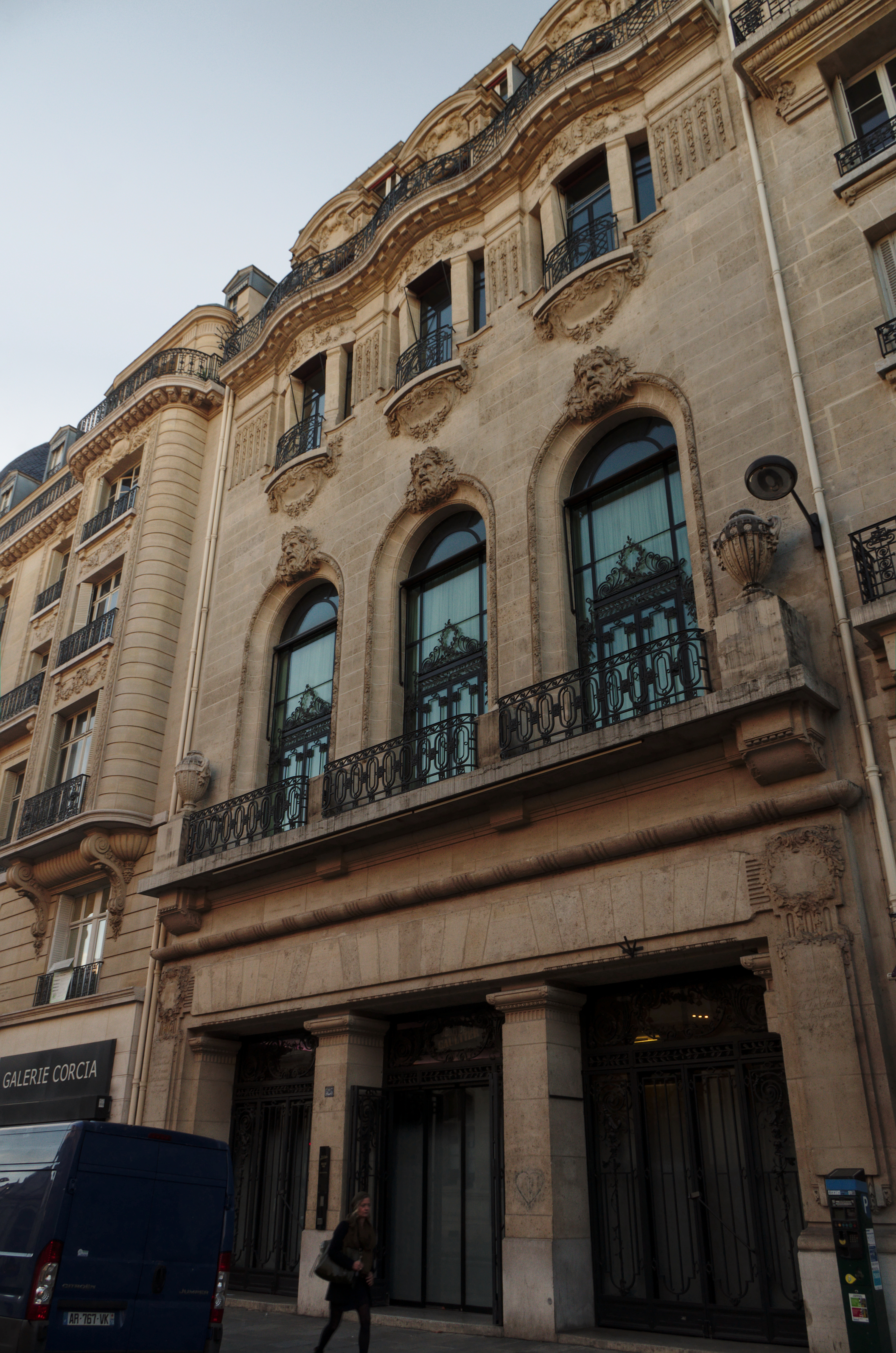
Le 325, rue Saint-Martin à Paris.

- Fontaine du Vert bois, à l'angle avec la rue du Vertbois.
- No 353 : emplacement de la porte Saint-Martin de l'enceinte de Charles V.

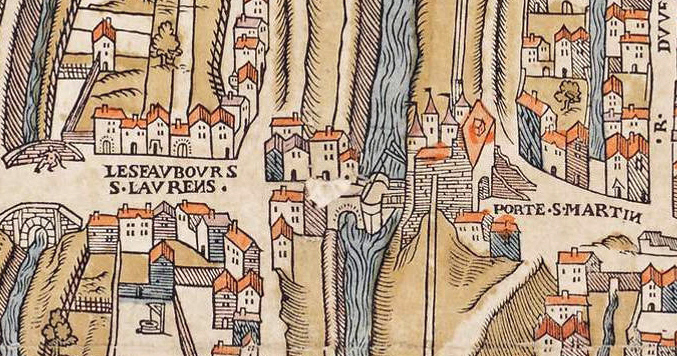
Ancienne porte Saint-Martin de l'enceinte de Charles V sur le plan de Truschet et Hoyau (vers 1550).

- Arc de triomphe de la porte Saint-Martin.

### Non localisés
- En 1674, une maison de la rue appartenait à l'abbaye de Montmartre[20].